# Richard Gregg
Richard Bartlett Gregg (Colorado Springs, 1885 – 1974) è stato un filosofo, sociologo ed intellettuale statunitense.
Il suo contributo è giudicato fondamentale in due campi: nell'ambito della riflessione sull'azione nonviolenta e nell'ambito della riflessione sulla cosiddetta semplicità volontaria.

## Gregg e la nonviolenza
Richard Gregg è considerato il primo americano ad avere sviluppato una teoria organica della resistenza nonviolenta influenzata da Gandhi e a sua volta apprezzata da attivisti per i diritti civili come Martin Luther King e Bayard Rustin.
Negli anni venti Gregg viaggiò in India per conoscere ed osservare da vicino Gandhi, vivendo per diverso tempo in una comunità da lui fondata. Tornato in patria Gregg si dedicò all'analisi della nonviolenza scrivendo nel 1930 "The Power of Non-Violence" , uno dei primi libri che affrontano in maniera completa ed anche pragmatica la lotta nonviolenta.
Il libro, che è stato ristampato diverse volte ed è stato pubblicato nel 1960 in edizione aggiornata con prefazione di Martin Luther King, è il capostipite dei numerosi studi americani sulla nonviolenza. In esso le ragioni etiche sono integrate da una ricerca di tipo pragmatico che riflette sulle forme e sulle ragioni dell'efficienza della lotta nonviolenta.
Uno dei concetti passati alla storia è quello di Ju-jitsu morale dal quale il filosofo Gene Sharp deriverà negli anni settanta il concetto di Ju-jitsu politico. Secondo Gregg la resistenza nonviolenta porta l'avversario a perdere l'equilibrio, la lucidità ed il consenso, proprio come nell'arte marziale da cui prende il nome che è basata sullo sbilanciamento dell'avversario piuttosto che sull'offesa. Gene Sharp, teorico della nonviolenza pragmatica contemporanea, rafforzerà il concetto evidenziando l'impatto sull'opinione pubblica e sull'avversario della lotta nonviolenta.

## Gregg e la semplicità volontaria
Nel 1936 Richard Gregg ha pubblicato un saggio intitolato "Il valore della semplicità volontaria" , nel quale argomenta i benefici di uno stile di vita semplice e frugale e su una decentralizzazione in risposta al consumismo, all'ingiustizia sociale ed alle imperfezioni di un sistema che non sarebbe in grado di rendere l'uomo realmente felice. Il concetto di semplicità volontaria sarà ripreso ed elaborato da pensatori successivi ed è oggi tra i cardini del pensiero del movimento per la decrescita.